# Par-delà l'univers
Pour plus de détails, voir Fiche technique et Distribution.
Par-delà l'univers (Depois do Universo) est un film dramatique brésilien écrit et réalisé par Diego Freitas et sorti en 2022.  
Le scénario est signé Diego Freitas et Ana Reber, et la production est assurée par la société Camisa Listrada.
Le film met en vedette Giulia Be et Henry Zaga, et a été diffusé en avant-première mondiale sur la plateforme Netflix le 27 octobre 2022. Le casting comprend également Leo Bahia, Viviane Araujo (pt), Othon Bastos et João Miguel.

## Synopsis
Nina, une jeune pianiste talentueuse atteinte de lupus, une maladie auto-immune qui affecte ses reins. En attente d'une greffe, elle voit ses rêves de rejoindre l'Orchestre symphonique de São Paulo s'éloigner. Sa rencontre avec Gabriel, un médecin résident attentionné, bouleverse sa vie. Malgré les règles de l'hôpital interdisant toute relation entre médecin et patiente, une romance naît entre eux. Gabriel l'aide à surmonter ses peurs et à croire de nouveau en son avenir musical. 

## Fiche technique
Sauf indication contraire, les informations mentionnées dans cette section peuvent être confirmées par la base de données cinématographiques IMDb,  présente dans la section « Liens externes ».
- Titre original : Depois do Universo
- Titre français : Par-delà l'univers
- Réalisation : Diego Freitas
- Scénario : Diego Freitas, Ana Reber
- Photographie : Kaue Zilli
- Montage : Bernardo Pimenta
- Musique : Giulia Be, Ed Côrtes
- Costumes : Renato Paiutto, Melina Schleder
- Production :
- Sociétés de production : Amor Road, Camisa Listrada
- Direction artistique : Fernando Cacerez
- Pays de production : Brésil
- Langue originale : portugais
- Format : couleur
- Genre : drame
- Durée : 126 minutes
- Dates de sortie :
  - Netflix : 27 octobre 2022[1]

## Distribution
Sauf indication contraire, les informations mentionnées dans cette section peuvent être confirmées par la base de données cinématographiques IMDb,  présente dans la section « Liens externes ».
- Henrique Zaga (aussi Henry Zaga) : Gabriel
- João Miguel : Alberto
- Othon Bastos : Joaquim
- Diego Freitas : Wlad
- Giulia Be : Nina
- Denise Del Vecchio : Emília
- Viviane Araujo (pt) : Amanda
- Isabel Fillardis : Simone
- Leo Bahia : Yuri
- Adriana Lessa : Lurdes
- Giselle Prattes : Bianca
- Chan Suan : Cintia Huang
- Rita Assemany : Raimunda
- Guilherme Rodio : Eduardo